# 매클레인 스티븐슨
매클레인 스티븐슨(McLean Stevenson, 1927년 11월 14일 ~ 1996년 2월 15일)은 미국의 배우이다.

## 출연 작품
- 메모리즈 오브 M*A*S*H (1991, Memories of M*A*S*H)
- 러브 보트 (1989, Class Cruise)
- 신나는 개구쟁이 (1978)
- 우주에서 온 고양이 (1978)

### 텔레비전
- 매시 (1972-75)
- 사랑의 유람선 (1981, 1983)